# トーン・クラスター
トーン・クラスター（英: tone cluster）は、ある音名から別の音名までの全ての音を同時に発する房状和音のことを指す。「密集音塊」とも。アメリカの作曲家ヘンリー・カウエルが用いた概念で、カウエルは当時「クラスターは2度の和音の集合」と捉えていた。

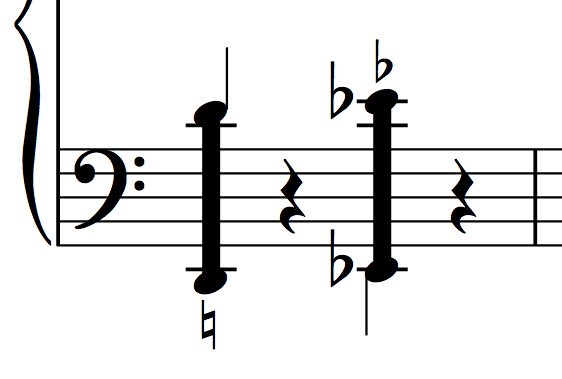
ヘンリー・カウエルの楽譜におけるピアノのトーン・クラスターの例

## 黎明期
バロック音楽時代後期の作曲家ジャン＝フェリ・ルベルの「四大元素」は、教会旋法の全ての音を楽器で全合奏するという、トーン・クラスターに極めて近い音響を冒頭で用いる。モードによるクラスターは現代の作曲家ではアルヴォ・ペルトやペトリス・ヴァスクス、クヌート・ニーステッドなどバルト三国や北欧の作曲家、また吉松隆、北爪道夫などが多用している。
また、既に18世紀には、ハープシコードの鍵盤を全て押さえる指示が見られる（ミシェル・コレットのハープシコードと朗読のための「海戦の勝利」など）が、効果音以上の発展には至っていない。
19世紀にはシャルル＝ヴァランタン・アルカンが「打ち上げ花火 ——序奏と即興」作品55の終結部において、低音のトーンクラスター（G・A・B♭・C♯・D・E・F・G）を用いている。

## 第二次世界大戦以前
カウエルはまず、手のひらや肘でピアノの数多くの鍵盤を押さえる実験から開始し、その結果は数多くのピアノソロ作品に現れている。それと期を同じくして、チャールズ・アイヴズがピアノソナタ第2番の第2楽章で「数十センチのものさし状の板」を用いて、肘では押えきれないほどの黒鍵や白鍵を同時に押さえる技法を用いている。これら2例が、トーン・クラスターの黎明期の重要な作品とみなされている。
「ヘンリー・カウエル ピアノ曲集」には「マヌナーンの潮流」でトーン・クラスターを1912年に15歳で発案したと発表し、最近までこの説は広く信じられていた。近年カウエルの全作品目録を製作した研究者により、この作品は1917年に劇付随音楽（もしくはオペラ）として書かれた作品の第1曲であったことが判明した。トーン・クラスターの世界初の発案者になるために、アイヴズに「世界初が誰か」を相談していたというものである。アイヴズ自身も自作曲のミス・リードを行う癖があったことも災いして、「カウエルがトーン・クラスターの発案者として世界を駆け巡ること」をアイヴズに約束した。
こうして、カウエルは戦前から世界中でトーン・クラスターの講義を行っており、アルバン・ベルクの「ルル」、バルトークの「ピアノ協奏曲第2番」、イワン・ヴィシネグラツキーの「24の前奏曲」、ジャチント・シェルシの「ピアノソナタ第3番」などの作品にトーン・クラスターの使用が認められるのは、全てカウエル経由の影響によるものである。出版されたカウエルの「虎」に英語、ロシア語、ドイツ語で注釈が加えられているのは、講義を行った国々を示す証拠でもある。
アイヴズはその後、トーン・クラスターをオーケストラで鳴らすことを欲し、「独立記念日」ではカウエルの指導通り「2度の和音の集合」といった記譜法で弦楽パートを全て埋め尽くしており、街中の騒音を描写したような特異な音響を生み出すことに成功した。
以上の戦前までのトーン・クラスターは、ほぼ単発的な効果音としての使用に限られており、カウエル本人もこのような使用方法しか思いついていなかった。

## 第二次世界大戦以後

### オルガン
戦後、カウエルやアイヴズの発案したトーン・クラスターについて、ダルムシュタットにおいて様々な議論が戦わされることとなった。その最初の問題作が、マウリシオ・カーゲルが作曲したオルガン独奏のための「追加された即興」、ジェルジ・リゲティが作曲した「ヴォルーミナ」である。
カーゲル作品では、通常のオルガン奏者のほかに2人の音栓助手が必要である。何が話題になったのかというと、オルガンから生まれるトーン・クラスターのタイプを詳細に分析した最初の作品であると同時に、音栓助手はオルガニストの手の動きとは無関係にすばやい速度でストップのオンオフをランダムに行う点が、当時のオルガン音楽の常識を超える新技術とみなされた。ジョン・ゾーンはこの作品を聴いて、作曲家になることを決意したといわれる。リゲティは既にマイクロ・ポリフォニーの探求の延長線上でトーン・クラスターを生むことに成功したが、彼もまたオルガンに興味を示した時期がある。その代表作が「ヴォルーミナ」で、全編図形楽譜からなるこの作品は、ほとんどがクラスターで構成された作品である。「オルガンが壊れる」というほどの音像を示す瞬間もある。事実、初演の際の練習ではオルガンの電気系統の一部がショートし、煙が吹いたという逸話もある。
現在でもこれほどのオルガン音楽は珍しく、「現代オルガン音楽」はこの2作品で終わったと言い伝えられるほど、両者のインパクトは強かった。

### ピアノ
既に戦前から可能性が追求されていたピアノのクラスターは、「ほぼクラスターのみで語る」作品の可能性が追求されることとなった。典型例はジャチント・シェルシの「アクション・ミュージック」であり、クラスターが単なる効果音に留まってはいない。カールハインツ・シュトックハウゼンの「ピアノ曲第10番」は、指先のない手袋をはめたピアニストのための作品で、グリッサンドや肘などによるクラスターによって音響的インパクトを引き出している。アンソニー・ブラクストンの「コンポジション第32番」は全曲がクラスターで構成された確定作品である。一柳慧の「ピアノ曲第6番」はインストラクションのみで、クラスターとグリッサンドに素材を限定した不確定作品を作曲した。
前衛の時代から遠く離れて、サルヴァトーレ・シャリーノの「ピアノソナタ第4番」では、「クラスターと装飾音」のみで全曲を構成するピアノ曲を発表した。この作品では「片手のみで鍵盤の全音域を瞬時に往復する」極めて困難な技術が用いられる。モーリッツ・エッゲルトの「ヘマークラフィーア第3番 ワンマンバンド」では、左足でピアノの低音域クラスターを奏する指示があり、右手と左手と左足の3声のテクスチュアが織り成される箇所が印象的である。

### オーケストラ
アイヴズのような2度の和音の堆積といった概念から離れ、「特定の音名からまた違う音名まで」を塗りつぶす音響を最初に考案したのはイアニス・クセナキスであり、その弦楽器によるトーン・クラスターは、パートを分割して音を埋める範囲の各音に各奏者を割り当てる方法を採ったり、音を埋める範囲をグリッサンドで上下する方法が採られた。彼の初期作品の与えた衝撃は大きく、日本とポーランドの作曲家を中心に影響を与え、後者は第一次ポーランド楽派としてブランド化する。クセナキスのクラスターをより単純化して楽譜化した作曲家に、クシシュトフ・ペンデレツキとヘンリク・グレツキがいる。ペンデレツキのクラスターは横に持続する響きの帯であるが、グレツキの用いるクラスターは激しい断絶音として用いられるのが特徴である。1960年代以降は彼らだけに留まらず、前衛作曲家たちに広く用いられる定番技法とみなされるようになった。

### 合唱
合唱曲における「積極的な」最初の使用例は、ジェルジ・リゲティの「パパイ夫人」であるが、当時リゲティはチャールズ・アイヴズの存在も知らず、バルトークが弦楽四重奏で初めて用いていた半音トーン・クラスターをアマチュア合唱団向けに全音階で積み重ねた。
1960年代前半にはペンデレツキの「時と静寂の次元」、「ルカ受難曲」やリゲティの「レクイエム」の中で用いられていた。1970年代からは日本人の合唱作品にも少しずつ使われ始め、青島広志の「マザーグースの歌」や廣瀬量平の「海の歌」などでアマチュア団体にもこの技法が普及した。